# Peter Podlunšek

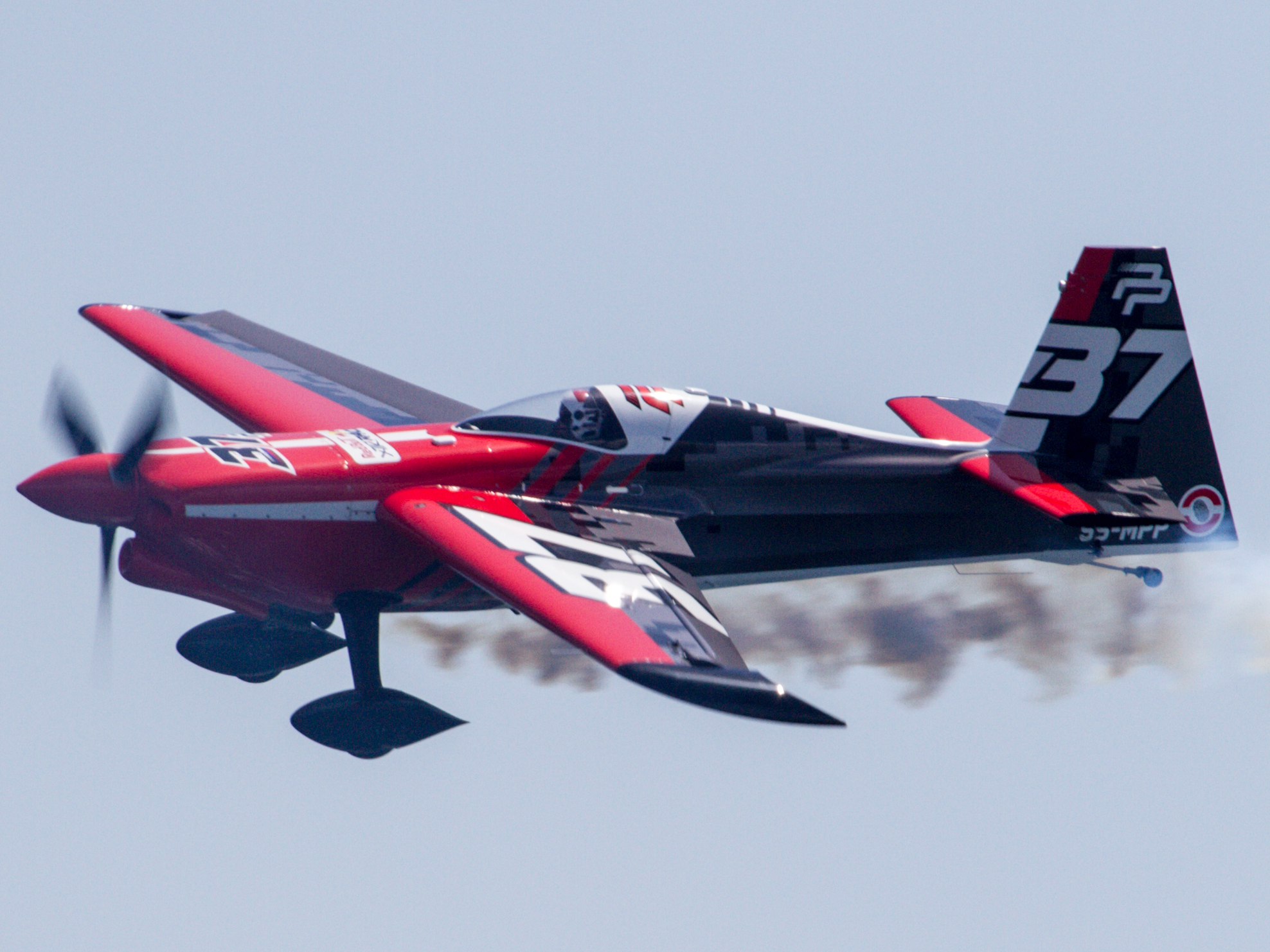
2017 Red Bull Air Race of Chiba - S5-MPP

Peter Podlunšek (Trbovlje, 25 mei 1970) is een Sloveens piloot in het kunstvliegen. Hierin neemt hij vanaf 2014 deel aan de Red Bull Air Race World Series.

## Carrière
Podlunšek doet aan kunstvliegen sinds 1994 en won acht nationale kampioenschappen. In 2014 debuteerde hij in de Challenger Cup van de Red Bull Air Race. Hij behaalde tijdens de race in Rovinj zijn enige podiumplaats en werd negende in het kampioenschap. In 2015 behaalde hij podiumplaatsen in Boedapest en op de Texas Motor Speedway en werd vijfde in de eindstand, terwijl hij met slechts 35 duizendste van een seconde achterstand op Mikaël Brageot tweede werd in de finalerace die de kampioen bepaalde. In 2016 maakte hij de overstap naar de Master Class en behaalde tijdens de tweede race op de Red Bull Ring zijn eerste punten.